# Sabirač-oduzimač
U digitalnoj elektronici, sabirač oduzimač je kolo koje može da sabira ili oduzima brojeve (posebno binarne). Ispod je kolo koje radi sabiranje ili oduzimanje, u zavisnosti od kontrolnog signala. Takođe je moguće da se izgradi kolo koje vrši i sabiranja i oduzimanja u isto vreme.

## Konstrukcija
Imamo n-bitni sabirač za {\displaystyle A} i {\displaystyle B}, tada je {\displaystyle S=A+B}.
Zatim, pretpostavimo da su brojevi u komplementu dvojke.
Onda se izvši {\displaystyle B-A}, teorija komplementa dvojke kaže da se obrće svaki bit sa NE vrata, a zatim dodajete jedan.
Ovo donosi {\displaystyle S=B+{\overline {A}}+1},što je lako uraditi sa nešto izmenjenim sabiračem.
Od svakog prethodnog {\displaystyle A} bitnog ulaza na sabirač sa 2-u-1 multiplekserom gde je:
- Ulaz 0 ({\displaystyle I_{0}}) je direktno kroz ({\displaystyle A_{i}})
- Ulaz 1 ({\displaystyle I_{1}}) negira ({\displaystyle {\overline {A_{i}}}})

koji ima kontrolni ulaz {\displaystyle D} i početni prenos povezivanja je takođe povezan sa {\displaystyle D} onda:
- Kada je{\displaystyle D=0}, modifikovani sabirač obavlja sabiranje
- Kada je {\displaystyle D=1}, modifikovani sabirač obavlja oduzimanje

Ovo radi zato što, kada je {\displaystyle D=1}, {\displaystyle A} ulaz na sabirač je zaista {\displaystyle {\overline {A}}} i prenos je u {\displaystyle 1}. Dodavanjem {\displaystyle B} na {\displaystyle {\overline {A}}} i {\displaystyle 1} dobijamo željeno oduzimanje {\displaystyle B-A}.
Način na koji možete označiti broj {\displaystyle A} kao pozitivan ili negativan, bez korišćenja multipleksera za svaki bit, jeste da koristite XOR (Ekskluzivno OR) kolo, umesto kao prethodno, svaki bit.
- Prvo, ulaz za XOR kolo je aktuelni ulazni bit.
- Drugo, ulaz za XOR kolo je Kontolni ulaz za svako {\displaystyle D}

Ovo daje istu Tablicu istinitosti za bit koji dolazi sa sabirača kao i što multiplekserovo rešenje radi.
Kao kada je {\displaystyle D=0} XOR izlazno kolo će biti ono na šta je postavljen ulazni bit.
I kada je {\displaystyle D=1} efektivno će obrnuti bitni ulaz.

## Uloga u aritmetičkoj logičkoj jedinici
Sabirači su deo srži jedne aritmetičko-logičke jedinice(ALU).
Kontrona jedinica odlučuje koje operacije ALU treba da izvrši i postavlja ALU operacije.
{\displaystyle D} ulaz na sabirač oduzimač gore, bi bila jedna takva kontrolna linija od kontrolne jedinice.
Gore, sabirač oduzimač može lako da se proširi da sadrži, prihvata, više funkcija. Na primer, 2-u-1 multiplekser mogao bi biti uveden na svaki B_i da bi se moglo prebacivati između nule i B_i; to bi moglo da se koristi (u konjukciji sa D = 1) da da komplement dvojke od
{\displaystyle A} jer {\displaystyle -A={\overline {A}}+1}.
Dalji korak bi bio da se promeni 2 - u- 1 mltiplekser na {\displaystyle A} u 4- u -1, tako da treći ulaz bude nula, onda replicira ovo na {\displaystyle B_{i}} i time daje sledeći izlaz funkcije:
- {\displaystyle 0} (sa oba {\displaystyle A_{i}} i {\displaystyle B_{i}} ulaza postavljena na nulu i {\displaystyle D=0})
- {\displaystyle 1} (sa oba {\displaystyle A_{i}} i {\displaystyle B_{i}} ulaza postavljena na nulu i {\displaystyle D=1})
- {\displaystyle A} (sa {\displaystyle B_{i}} ulazom postavljenim na nulu)
- {\displaystyle B} (sa {\displaystyle A_{i}} ulazom postavljenim na nulu)
- {\displaystyle A+1} (sa {\displaystyle B_{i}} ulazom postavljenim na nulu i {\displaystyle D=1})
- {\displaystyle B+1} (sa {\displaystyle A_{i}} ulazom postavljenim na nulu i {\displaystyle D=1})
- {\displaystyle A+B}
- {\displaystyle A-B}
- {\displaystyle B-A}
- {\displaystyle {\overline {A}}} (sa {\displaystyle A_{i}} invertno setovanim; {\displaystyle B_{i}} setovano na nulu; i {\displaystyle D=0})
- {\displaystyle -A} (sa {\displaystyle A_{i}} invertno setovanim; {\displaystyle B_{i}} setovano na nulu; i {\displaystyle D=1})
- {\displaystyle {\overline {B}}} (sa {\displaystyle B_{i}} invertno setovanim; {\displaystyle A_{i}} setovano na nulu; i {\displaystyle D=0})
- {\displaystyle -B} (sa {\displaystyle B_{i}} invertno setovanim; {\displaystyle A_{i}} setovano na nulu; i {\displaystyle D=1})

Dodavanjem još logike ispred sabirača, jedan sabirač se može konvertovati u mnogo više od običnog sabirača - ALU.

## Literatura
- Douglas Lewin,Logical Design of Switching Circuits,Nelson,1974.
- R. H. Katz, Contemporary Logic Design, The Benjamin/Cummings Publishing Company, 1994.
- P. K. Lala, Practical Digital Logic Design and Testing, Prentice Hall, 1996.
- Y. K. Chan and S. Y. Lim, Progress In Electromagnetics Research B, Vol. 1, 269–290, 2008,"Synthetic Aperture Radar (SAR) Signal Generation, Faculty of Engineering & Technology, Multimedia University, Jalan Ayer Keroh Lama, Bukit Beruang, Melaka 75450, Malaysia